# رالف بلوك
رالف بلوك (بالإنجليزية: Ralph Block)‏ هو منتج أفلام وصحفي وكاتب سيناريو أمريكي، ولد في 21 يونيو 1889 في شيروكي في الولايات المتحدة، وتوفي في 2 يناير 1974 في ويتون في الولايات المتحدة.

## وصلات خارجية
- رالف بلوك على موقع IMDb (الإنجليزية)
- رالف بلوك على موقع أول موفي (الإنجليزية)
- رالف بلوك على موقع قاعدة بيانات الأفلام السويدية (السويدية)
- رالف بلوك على موقع قاعدة بيانات الفيلم (الإنجليزية)
- رالف بلوك على موقع كينوبويسك (الروسية)